# Myrmelachistini
Myrmelachistini es una tribu de hormigas de la subfamilia Formicinae. Se distribuyen por América.

## Géneros
Se reconocen los siguientes:
- Brachymyrmex Mayr, 1868
- Myrmelachista Roger, 1863